# David Bivar
David Bivar ou Adrian David Hugh Bivar (1926-2015) est un numismate et archéologue britannique, professeur émérite d’études iraniennes à l'École des études orientales et africaines de l’université de Londres.

## Travaux
David Bivar est spécialiste de nombreux sujets : étude des sceaux et reliefs sassanides, des monnaies et l'histoire kushano-sassanide, de l’iconographie mithraïque, de l’histoire arsacide et du folklore pré-islamique.